# Isabelle Nef
Isabelle Nef   (Ginebra, 27 de setembre de 1895 - Collex-Bossy, 2 de gener de 1976) va ser una pianista i clavecinista suïssa, a més de professora al Conservatori de música de Ginebra.

## Biografia
Nascuda a Ginebra, Nef va estudiar piano al conservatori de Ginebra amb Marie Panthès i després, a París, composició amb Vincent d'Indy i clavicèmbal amb Wanda Landowska.
Va tenir una carrera concertística a Europa, Amèrica del Sud i Amèrica del Nord, incloent Seattle, Nova York i Washington a la URSS, i Sud-àfrica i a Austràlia. Pel seu 80è aniversari, va interpretar obres de Mozart i Bach al pianoforte al temple de Saint-Gervais a Ginebra.
El 1936 es va convertir en la primera professora de clavecí al Conservatori de Ginebra. Després es va convertir en professora honorària i hi va romandre fins al 1975, quan es va retirar als 80 anys. Va morir a Collex-Bossy. Va ser succeïda per la clavecinista Christiane Jaccottet.
Es va donar el seu nom a Collex-Bossy.